# Parlier, Kalifornien
Parlier är en stad (city) i Fresno County, i delstaten Kalifornien, USA. Enligt United States Census Bureau har staden en folkmängd på 14 692 invånare (2011) och en landarea på 5,7 km².